# دیتر هکینگ
دیتر هکینگ (انگلیسی: Dieter Hecking؛ زادهٔ ۱۲ سپتامبر ۱۹۶۴) سرمربی و بازیکن سابق فوتبال آلمانی است که هم‌اکنون به عنوان سرمربی در بروسیا مونشن‌گلادباخ مشغول فعالیت است. او در بروسیا مونشن‌گلادباخ، باشگاه فوتبال پادربورن، هانوفر ۹۶ و اینتراخت برانشویگ بازی و در آلمانیا آخن، نورنبرگ و وولفسبورگ مربیگری کرده‌است.
او با وجود رقابت بین هانوفر ۹۶ و اینتراخت برانشویگ در هر دو بازی کرده‌است. او بعدها برای مربیگری به هانوفر بازگشت.